# Väddö församling
Väddö församling är en församling i Roslagens östra pastorat i Upplands södra kontrakt i Uppsala stift. Församlingen är belägen i Norrtälje kommun i Stockholms län.

## Administrativ historik
Församlingen har medeltida ursprung och utgjorde till 1962 ett eget pastorat. Från 1962 till 2014 moderförsamling i pastoratet Väddö och Björkö-Arholma.
1 januari 2014 uppgick Björkö-Arholma församling i församlingen som då fick namnet Väddö och Björkö-Arholma församling och bildade då ett eget pastorat benämnd Väddö och Björkö-Arholma pastorat. 2018 överfördes området som tidigare utgjort Singö församling hit från Häverö-Edebo-Singö församling varvid denna församling återtog namnet Väddö församling. Samtidigt upphörde det egna pastoratet och församlingen ingår sedan dess i Roslagens östra pastorat.

## Kyrkor
- Väddö kyrka
- Grisslehamns kapell
- Arholma kyrka
- Björkö-Arholma kyrka
- Singö kyrka

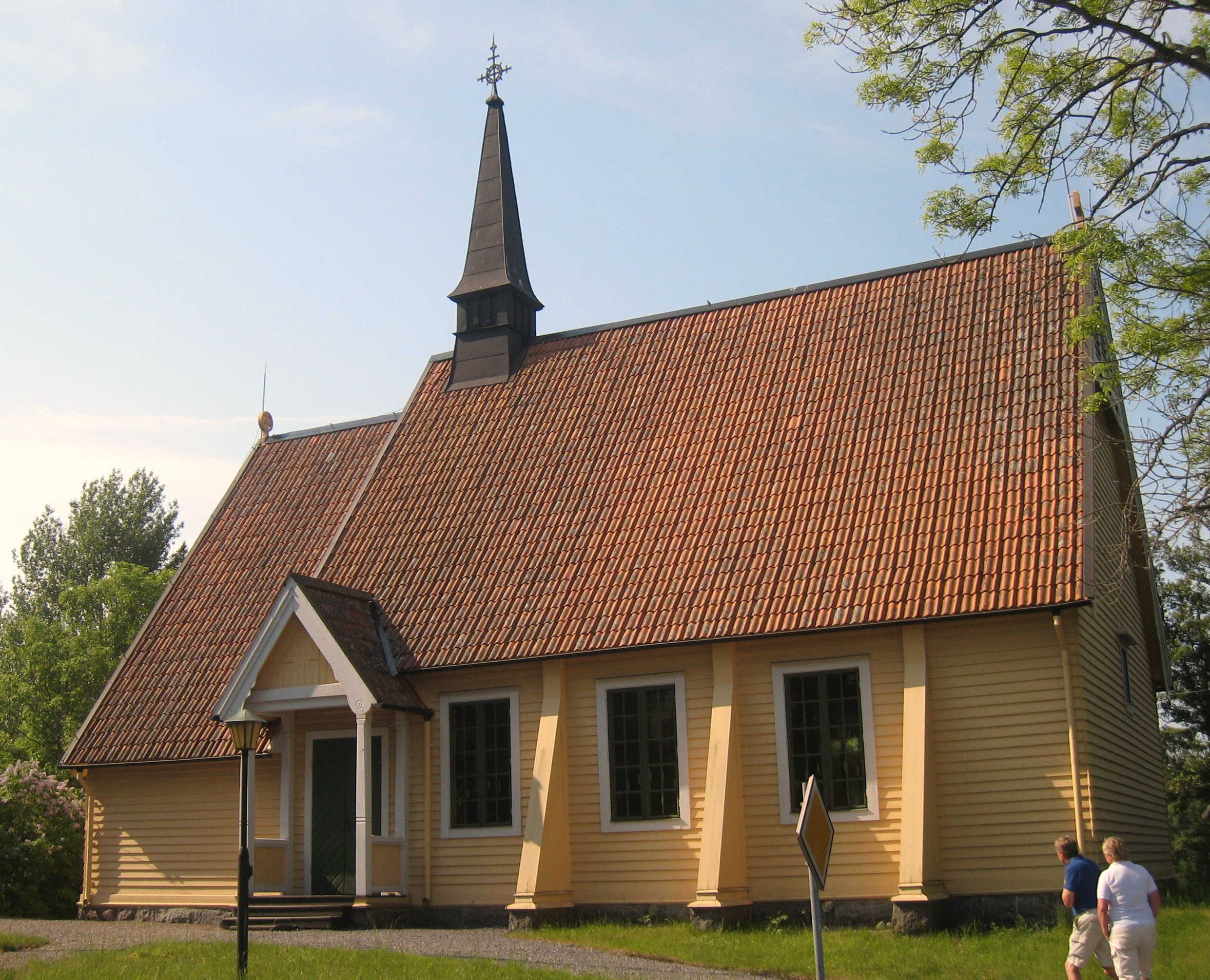
Grisslehamns kapell.
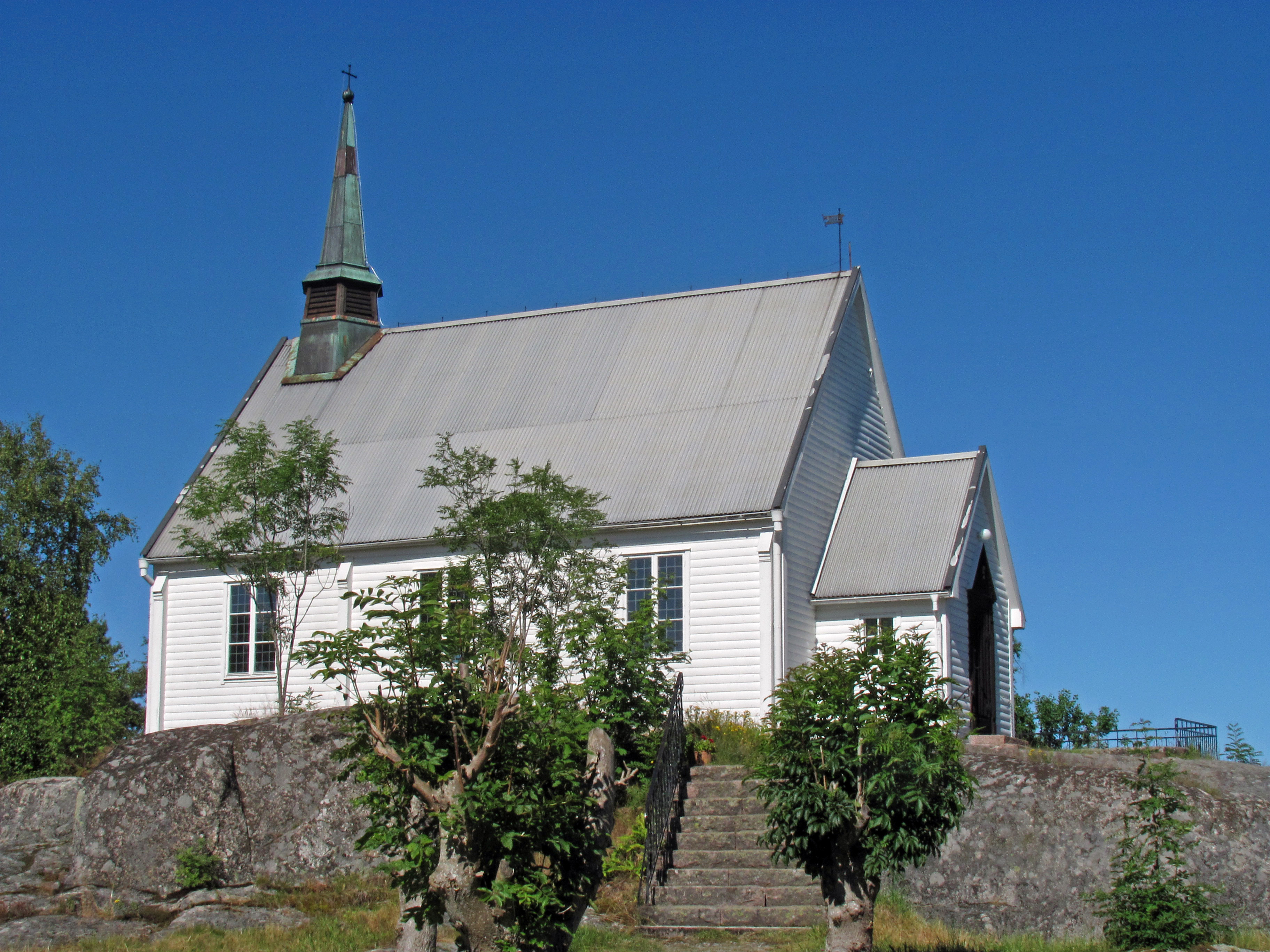
Arholma kyrka.
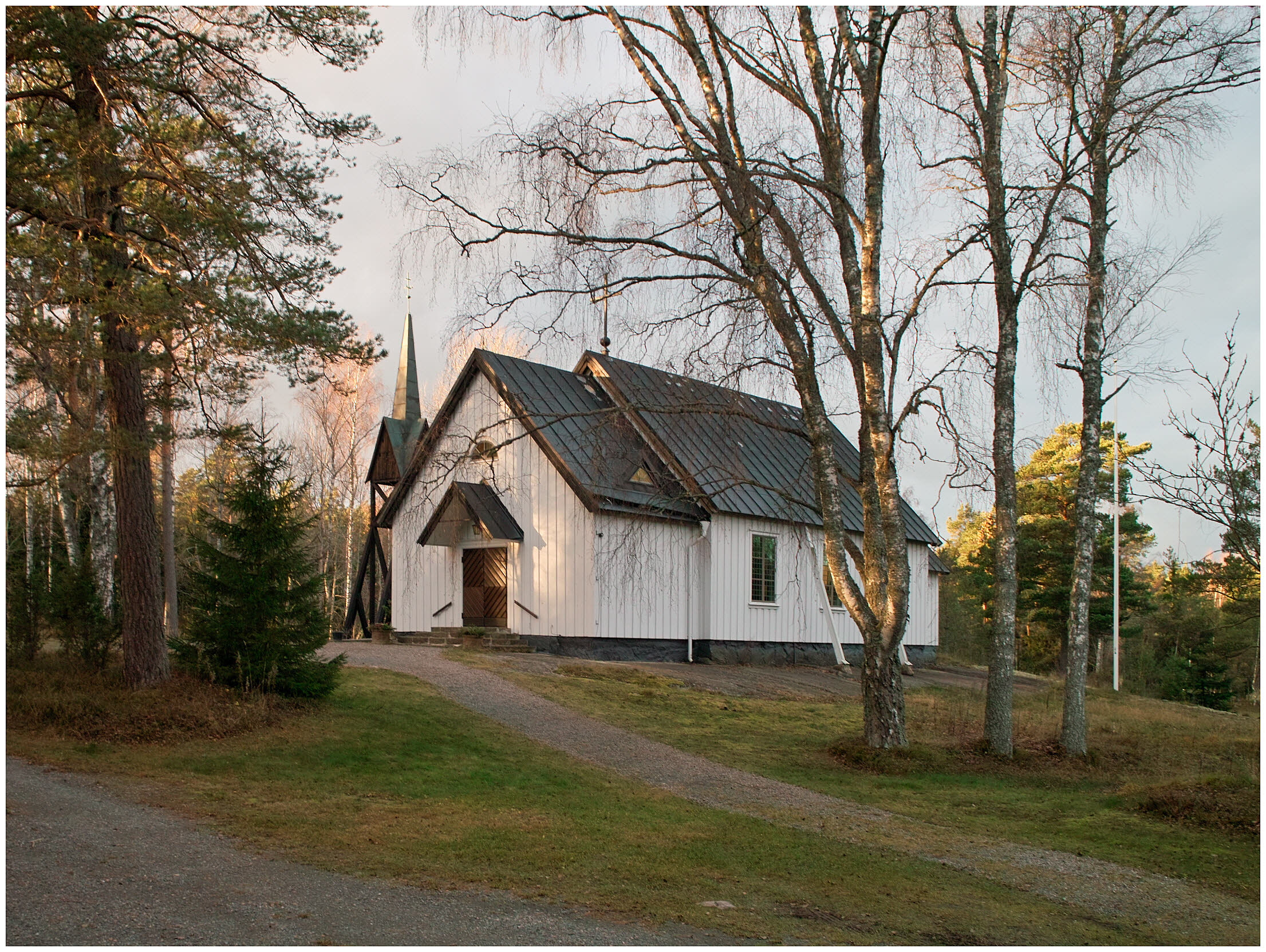
Björkö-Arholma kyrka.
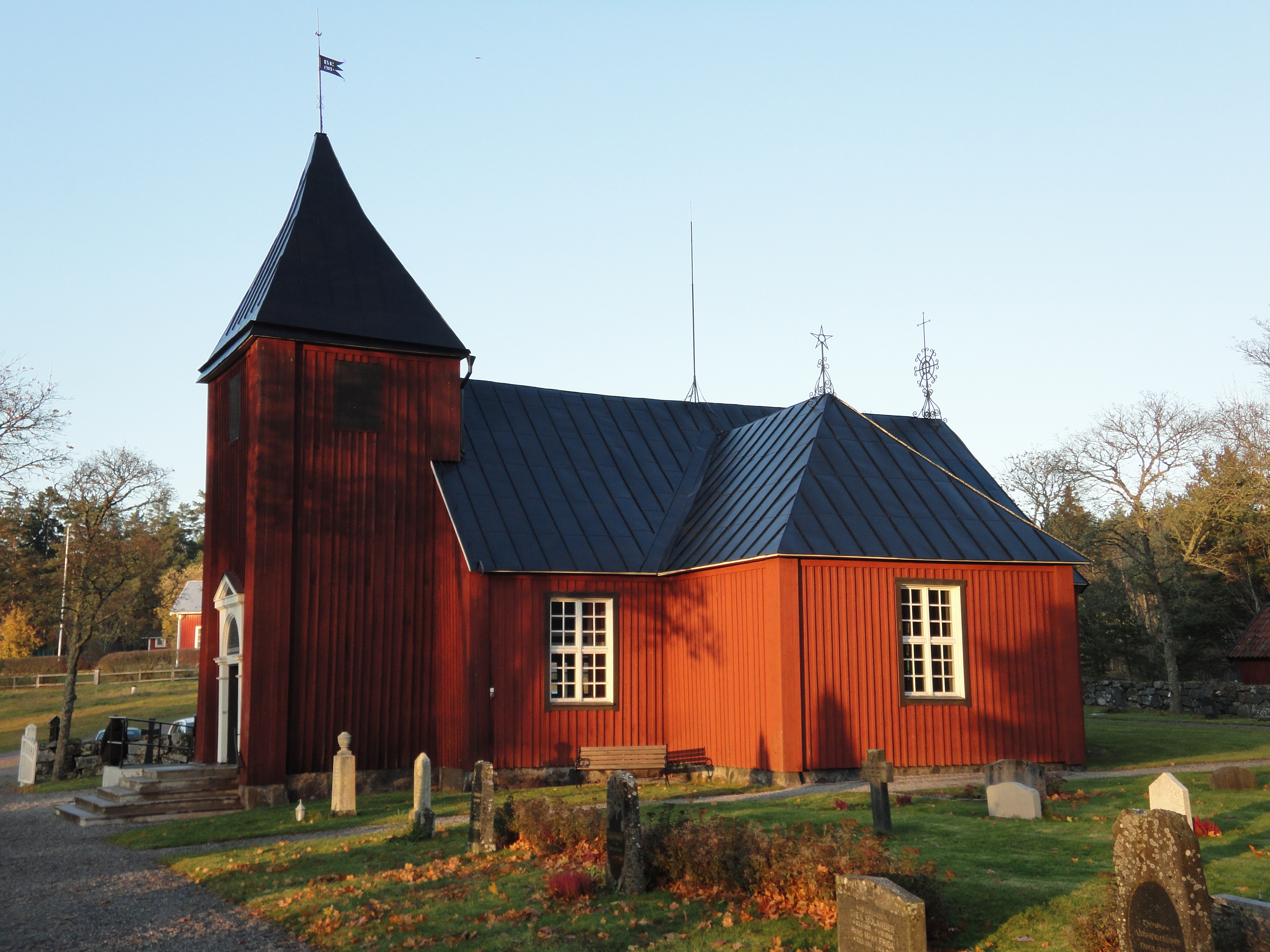
Singö kyrka.